# گره دیستل
گرهٔ دیستل (ویتی پروسیک) یک گره است که برای اتصال یک کارابین به طناب مورد استفاده قرار می‌گیرد و اجازه می‌دهد صعود کننده روی طناب به بالا و پایین حرکت کند. این گره مانند گرهٔ پروسیک قفل‌شونده است و تحت فشار قفل می‌شود. مزیت آن نسبت به پروسیک این است که به آسانی با فشار از بالای گره می‌توان قفل را آزاد کرد و به مسیر ادامه داد.